# Anna Midelfartová
Anna Midelfartová, rozená Hyková (* 20. ledna 1947 Strakonice) je norsko-česká oční lékařka a biochemička. Je emeritní profesorkou očních chorob na Norské univerzitě vědy a technologie v Trondheimu.

## Život
V roce 1966 absolvovala Chemické gymnázium v Lovosicích, poté dva roky studovala chemii na Karlově univerzitě v Praze a jeden rok na Univerzitě v Kielu. Jako studentka se  v Praze seznámila se svým budoucím manželem Erikem Midelfartem z Trondheimu a do Norska odešla po invazi vojsk Varšavské smlouvy do Československa v roce 1968. Anna a Erik Midelfartovi se vzali v roce 1969 a Anna Midelfartová získala norské občanství v roce 1971.
V roce 1971 promovala na Norském techonologickém institutu (norsky Norges tekniske høgskole). Poté začala studovat medicínu; promovala v roce 1978 a doktorát z medicíny získala v roce 1988, kdy se stala také specialistkou na oční choroby. Je také držitelkou magisterského titulu v oboru zdravotní administrativa. Do roku 1996 zastávala klinické i vědecké pozice. V roce 1996 byla jmenována první norskou profesorkou očních chorob (oftalmologie) na  Norské univerzitě vědy a technologie. Pracovala  také na očním oddělení univerzitní nemocnice. Od roku 1996 do roku 2001 byla na této univerzitě také profesorkou biofyziky.
Anna Midelfartová vydala přes 100 vědeckých publikací s hlavním zaměřením na transport iontů a vody v rohovce, což bylo také předmětem její doktorské práce; studium metabolických procesů v oku a změn, ke kterým dochází pod vlivem UV záření, léků a nemocí. Mimo jiné se podílela na studiu refrakčních vad oka se zaměřením na krátkozrakost. Prováděla klinické testy v neurooftalmologii a dalších očních chorobách.